# Wadi Degla SC
Wadi Degla Sporting Club (ar. نادي وادي دجلة الرياضي) – egipski klub piłkarski grający w pierwszej lidze, mający siedzibę w mieście Kair.

## Historia
Klub został założony w 2002 roku. W sezonie 2009/2010 wywalczył swój pierwszy historyczny awans do pierwszej ligi. Zajął wówczas pierwsze miejsce w Grupie B drugiej ligi. W 2013 roku Wadi Degla SC awansował do finału Pucharu Egiptu, jednak przegrał w nim 0:3 z Zamalekiem.

## Stadion
Domowe mecze klub rozgrywa na stadionie o nazwie 30 czerwca w Kairze, który może pomieścić 30000 widzów.

## Sukcesy
- Puchar Egiptu:
  - finalista: 2013

## Występy w afrykańskich pucharach
| Sezon | Rozgrywki           | Runda | Kraj | Klub            | Dom | Wyjazd | Dwumecz         |
| ----- | ------------------- | ----- | ---- | --------------- | --- | ------ | --------------- |
| 2014  | Puchar Konfederacji | 1     | Togo | AS Douanes Lomé | 2–0 | 1–1    | 3–1             |
| 2014  | Puchar Konfederacji | 2     | Mali | Djoliba         | 2–0 | 0–2    | 2–2 (2–3 karne) |

## Reprezentanci kraju grający w klubie
Stan na lipiec 2018.
| - Amir Abdel-Hamid - Ibrahim Abdel-Khaleq - Ahmed Eid Abdel Malek - Mohamed Abdel Monsef - Ahmed Abdel-Raouf - Mohamed Abdel-Wahed - Mohamed Aboul Ela - Abdul-Fattah Al-Agha - Mahmoud Alaa - Tarek Amro - Ahmed Daouda - Mohamed El-Gabbas - Essam El-Hadary - Arafa El-Sayed - Ashour El-Taqqi - Mohamed Farouk - Ali Ghazal - Mohamed Helal - Ahmed Ali Kamel - Ahmed Magdi - Karim Mamdouh | - Amr Marey - Ahmed Samir Mohamed - Hassan Mostafa - Ragab Nabil - Ahmed Raouf - Ahmed Said - Ahmed Salama - Mohamed Soliman - Patrick Malo - Issouf Ouattara - Jean-Marc Makusu - Saladin Said - Florent Malouda - Boubacar Diarra - Hussein Yasser - Islam Batran - Abdul Fattah Al Agha - Richard Boro - Jesús Gómez - Ronald Kampamba |